# Pax libani
Pax libani är en spindelart som först beskrevs av Simon 1873.  Pax libani ingår i släktet Pax och familjen Zodariidae. Inga underarter finns listade i Catalogue of Life.